# Algieria na Letnich Igrzyskach Olimpijskich 1972
Algierię na Letnich Igrzyskach Olimpijskich 1972 reprezentowało 5 zawodników.
Był to trzeci start reprezentacji Algierii na letnich igrzyskach olimpijskich.

## Reprezentanci

### Boks
| Zawodnik      | Konkurencja | 1/32             | 1/16                       | 1/8                    | Ćwierćfinał         | Półfinał         | Finał            | Finał   |
| Zawodnik      | Konkurencja | Przeciwnik Wynik | Przeciwnik Wynik           | Przeciwnik Wynik       | Przeciwnik Wynik    | Przeciwnik Wynik | Przeciwnik Wynik | Miejsce |
| ------------- | ----------- | ---------------- | -------------------------- | ---------------------- | ------------------- | ---------------- | ---------------- | ------- |
| Loucif Hamani | 71 kg       | wolny los        | José Antonio Colon 300-276 | Anthony Richardson RSC | Alan Minter 288-294 | NQ               | NQ               | 5.      |

### Lekkoatletyka
| Konkurencja             | Zawodnik                      | Runda 1  | Runda 1 | Runda 2  | Runda 2 | Półfinał | Półfinał | Finał    | Finał   |
| Konkurencja             | Zawodnik                      | Rezultat | Pozycja | Rezultat | Pozycja | Rezultat | Pozycja  | Rezultat | Pozycja |
| ----------------------- | ----------------------------- | -------- | ------- | -------- | ------- | -------- | -------- | -------- | ------- |
| Azzedine Azzouzi        | Bieg na 800 m                 | 1:49,4   | 1.      | —        | —       | 1:49,4   | 6        | NQ       | NQ      |
| Azzedine Azzouzi        | Bieg na 1500 m                | 3:46,4   | 7.      | —        | —       | NQ       | NQ       | NQ       | NQ      |
| Boualem Rahoui          | Bieg na 5000 m                | 13:45,0  | 8.      | —        | —       | —        | —        | NQ       | NQ      |
| Boualem Rahoui          | Bieg na 3000 m z przeszkodami | 8:41,0   | 7.      | —        | —       | —        | —        | NQ       | NQ      |
| Mohamed Sid Ali Djouadi | Bieg na 800 m                 | 1:50,4   | 5.      | —        | —       | NQ       | NQ       | NQ       | NQ      |
| Mohamed Kacemi          | Bieg na 1500 m                | 3:45,2   | 8.      | —        | —       | NQ       | NQ       | NQ       | NQ      |